# Pierre-Charles Roy
(Pierre-Charles Roy)
Pierre-Charles Roy (Parigi, 1683 – Parigi, 23 ottobre 1764) è stato un librettista francese.
In particolare, ha scritto libretti d'opera per François Francoeur e André Cardinal Destouches.

## Biografia
Il suo primo libretto d'opera, Filomela, debuttò per la prima volta all'Opéra de Paris il 20 ottobre 1705. Tra allora e il 1718 Roy scrisse i testi di sette tragedie in musica, tra cui nel 1707 Bradamante (da alcuni considerato il migliore del secolo), Callirhoe (1712), Ariane (1717) e Semiramis (1718). La sua prolificità come librettista gli valse il soprannome di successore di Quinault.
Nel 1742 fu nominato Cavaliere dell'Ordine di San Michele, primo uomo di lettere a ricevere tale onore.